# Rahitis
Rahitis je naziv za skupinu bolesti koja nastaje zbog poremećaja mineralizacije (ulaganje kalcija u hrskavičnu tvar) metafiza kosti koje su u fazi rasta (rahitis imaju samo djeca koja još rastu).
Za normalnu mineralizaciju moraju biti prisutni i kalcij i fosfat u tijelu. Smanjenje količine jednoga ili drugoga elementa uzrokuje rahitis. 
Jedna od najčešćih uzroka rahitisa je nedostatak vitamina D (hipovitaminski rahitis), koji je nužan za apsorpciju kalcija iz probavnog sustava.
Zbog prevencije rahitisa, daje se pripravak vitamina D, svoj djeci. 
Rahitis mogu uzrokovati nasljedni poremećaji enzima potrebnih za sintezu vitamina D, te razne bolesti bubrega, bolesti probavnog sustava i lijekovi koji uzrokuju smanjenje kalcija ili fosfata u tijelu.
Zbog smanjene mineralizacije, rahitis uzrokuje razne karakteristične promjene na kostima kao što su npr.:
- kraniotabes
- rahitična krunica
- Harrisonova brazda
- zadebljanje metafize dugih kostiju
- četvrtasta lubanja
- rahitična kifoza
- deformacije nogu

Za dijagnozu rahitisa se koristi biokemijska pretraga krvi, gdje se obično nalazi: snižena razina serumskog kalcija, snižena razina fosfora i povišena alkalna fosfataza.
Korisne mogu biti i rtg pretrage koje prikazuju promjene kostiju.